# Emirates-Flug 521
Emirates-Flug 521 (Flugnummer: EK521) ist ein Linienflug der Emirates von Thiruvananthapuram in Kerala/Indien nach Dubai, Vereinigte Arabische Emirate. Am 3. August 2016 verunglückte auf diesem Flug eine Boeing 777-300 um 12:45 Uhr Ortszeit bei der Landung auf dem Flughafen Dubai. An Bord befanden sich 282 Passagiere und 18 Besatzungsmitglieder.
Alle 300 Menschen an Bord überlebten die Bruchlandung und wurden erfolgreich evakuiert. 13 Personen wurden dabei verletzt, davon 10 in örtliche Krankenhäuser gebracht und 3 ambulant im Flughafen behandelt. Bei den Rettungsmaßnahmen kam ein Feuerwehrmann ums Leben. Es handelte sich um den ersten Totalverlust eines von Emirates betriebenen Flugzeuges.

## Flugzeug
Die Boeing 777-300 mit der Fabriknummer 32700, Seriennummer 434 und dem Kennzeichen A6-EMW hatte am 7. März 2003 ihren Erstflug und wurde am 28. März 2003 an Emirates ausgeliefert. Ausgestattet war es mit zwei Triebwerken des Typs Rolls-Royce Trent 800. Zum Unfallzeitpunkt war das Flugzeug 13,4 Jahre alt.

## Flug
Am 3. August 2016 startete Flug EK521 um 10:34h IST (05:04h UTC) mit 29 Minuten Verspätung vom Flughafen Thiruvananthapuram. Die Landung am Flughafen Dubai war planmäßig für 12:44h GST (08:44h UTC) vorgesehen, 3 Stunden und 40 Minuten nach dem Start.
Aus Sicht der Flugsicherung verliefen Anflug und Landung auf der Landebahn 12L normal. Auf den Tonaufzeichnungen des Funkverkehrs zwischen Flug EK521 und dem Tower ist kein Notruf zu verzeichnen. Um 12:44h GST (08:44h UTC) teilten die Piloten mit, dass sie durchstarten werden. Der Tower wies daraufhin die Crew von EK521 an, auf 4000 Fuß zu steigen, was die Piloten bestätigten. Kurze Zeit später alarmierte der Fluglotse die Einsatzkräfte der Flughafenfeuerwehr.
Das Flugzeug rutschte auf dem Rumpf die Landebahn 12L entlang und streifte mit der rechten Tragfläche den Asphalt. Dabei wurde das Triebwerk Nummer 2 auf der rechten Seite (Steuerbord) abgerissen. Das Flugzeug fing Feuer, es gab mehrere erhebliche Explosionen und dichten schwarzen Rauch. Bei einer der Explosionen wurde der Feuerwehrmann Jasim Issa Mohammed Hasan aus Ra’s al-Chaima getötet. Der Flughafen wurde daraufhin geschlossen, ankommende Flüge umgeleitet.
Zum Zeitpunkt des Unfalls herrschte eine Temperatur von 48 Grad Celsius, es wurden Scherwinde gemeldet.

## Passagiere und Besatzung
An Bord des Flugzeuges befanden sich 282 Passagiere und 18 Besatzungsmitglieder. Der Kapitän stammt aus Dubai, der Copilot war der Australier Jeremy Webb. Auf Handyvideos ist zu sehen, dass viele Passagiere zuerst ihr Handgepäck suchten, anstatt sofort das Flugzeug über die Notrutschen zu verlassen.

## Untersuchung
In den Vereinigten Arabischen Emiraten (VAE) ist die General Civil Aviation Authority (GCAA) für die Untersuchung von Unfällen der zivilen Luftfahrt zuständig. Eine entsprechende Untersuchung wurde in Zusammenarbeit mit Emirates Airlines, Boeing und Rolls-Royce eingeleitet. Der Flugdatenschreiber und der Stimmenrekorder wurden am 4. August 2016 sichergestellt. Es ist noch unklar was damals passierte.

## Auswirkungen
Nach dem Unfall blieb der Flughafen für fünfeinhalb Stunden geschlossen. Dadurch mussten vor allem Emirates und Flydubai zahlreiche Flüge streichen. 23.000 Passagiere waren davon betroffen. Um 18:30h Ortszeit wurde der Flughafen mit zunächst nur einer genutzten Landebahn wieder eröffnet. Gleichzeitig wurden der Flughafen Schardscha und der Flughafen Dubai-World Central als Ausweichflughäfen benutzt, ankommende Flüge erhielten vor Abflügen Priorität. Am 4. August gaben Emirates und der Flughafen von Dubai bekannt, dass es für die folgenden 48 Stunden noch zu zahlreichen Ausfällen und Verzögerungen kommen würde. Die betroffene Landebahn 12L wurde repariert und konnte am selben Tag um 17:45h wieder in Betrieb genommen werden. Ab dem 6. August, 72 Stunden nach dem Unfall, lief der Flughafen wieder im Normalbetrieb.

## Unfallbericht
Am 6. September 2016 wurde von der für die Unfalluntersuchung zuständigen Luftfahrtbehörde GCAA ein vorläufiger Unfallbericht veröffentlicht.
Daraus geht hervor, dass der Anflug zunächst mit einem leichten Gegenwind, dann mit kräftigem Rückenwind erfolgte. Fünf Sekunden vor dem Aufsetzen drehte sich der Wind erneut zum Gegenwind. Um 08:37:17h (UTC) setzte das rechte Fahrwerk auf, 1100 Meter nach der Schwelle der Landebahn 12L. Zwei Sekunden später gab das Runway Awareness & Advisory System die akustische Warnung „Long Landing“ (Lange Landung) aus, da das Aufsetzen weit hinter dem nominellen Aufsetzpunkt erfolgte. Zu diesem Zeitpunkt hatte das Flugzeug eine angezeigte Geschwindigkeit von 162 Knoten (300 km/h). Eine weitere Sekunde später setzte auch das linke Fahrwerk auf, das Bugfahrwerk blieb in der Luft. Um 08:37:23h, also 6 Sekunden nach dem Aufsetzen des linken Fahrwerks, war das Flugzeug wieder in der Luft, und der Kapitän begann mit einem Durchstartmanöver. Die Landeklappen wurden von 30 auf 20 Grad zurückgefahren, der Fahrwerkhebel auf „Einfahren“ („Up“) gestellt. Das Flugzeug erreichte bei dem Durchstartmanöver eine maximale Höhe von 85 Fuß (26 Meter), hatte zu diesem Zeitpunkt aber nur noch eine Geschwindigkeit von 134 Knoten (248 km/h). Aufgrund der zu niedrigen Geschwindigkeit begann das Flugzeug wieder zu sinken. Erst um 08:37:35h, 12 Sekunden nach Beginn des Durchstartmanövers, wurden die Schubhebel von Leerlauf auf Vollgas geschoben, dennoch erfolgte 3 Sekunden später der Aufprall auf die Landebahn mit halb eingezogenem Fahrwerk. Das Flugzeug rutschte über die Landebahn und kam nach 800 Metern zum Stillstand.
Aus dem vorläufigen Bericht geht nicht hervor, ob die Piloten den TOGA-Knopf gedrückt hatten, durch den die automatische Schubregelung die Triebwerke auf die benötigte Leistung für das Durchstartmanöver bringt. Das „Flight Crew Operations Manual (FCOM)“, (deutsch etwa „Betriebshandbuch für Flugbesatzungen“) der Boeing 777-300 in der von Emirates verwendeten Version besagt unter Abschnitt 4.20.17, dass der TOGA-Knopf nur eingesetzt werden kann, wenn das Flugzeug sich noch in der Luft befindet, nach dem Aufsetzen jedoch nicht aktiviert werden kann. In diesem Fall müssen die Schubhebel durch die Piloten von Hand auf die benötigte Triebwerksleistung gebracht werden. Die Tatsache, dass ein Durchstarten versucht wurde, ohne überhaupt die Schubhebel aus der Leerlaufstellung zu bewegen, lässt es denkbar erscheinen, dass die Piloten auf eine automatische Schubhebelregelung vertrauten und den Irrtum erst zu spät bemerkten.
Der abschließende Unfallbericht wurde am 20. Januar 2020 veröffentlicht. Dieser bestätigt, dass das Durchstarten mittels TOGA-Automatik versucht wurde. Jedoch wurde von der Besatzung nicht bemerkt, dass während des Ausschwebens das rechte Hauptfahrwerk kurz auf der Landebahn aufsetzte. Dadurch wurde auslegungsgemäß die automatische Schubregelung deaktiviert.